# Нортон де Андраде Мелло Рапеста
Нортон де Андраде Мелло Рапеста (Norton de Andrade Mello Rapesta) (20 січня 1958, Ріо-де-Жанейро) — бразильський дипломат. Надзвичайний і Повноважний Посол Бразилії в Києві (Україна) та в Молдові за сумісництвом.

## Життєпис
Народився 20 січня 1958 року в місті Ріо-де-Жанейро. У 1980 році закінчив Федеральний університет Ріо-де-Жанейро за спеціальністю юрист. У 2007 році закінчив підготовчий курс в Інституті Ріо-Бранко.
З 1983 року — на дипломатичній роботі. У 1987—1991 рр. — він був секретарем консульства Бразилії в Римі. 
У 1997—1999 рр. — був консулом у генеральному консульстві в Каєнні. 
З 1999 по 2003 рр. — був секретарем посольства при представництві уряду Бразилії при Європейському Союзі в Брюсселі. 
З 2004 по 2009 рр. — він очолював відділ стимулювання торгівлі в МЗС Бразилії.
29 грудня 2006 року — Надзвичайний і Повноважний Посол Бразилії в Гельсінки (Фінляндія).
З 31 березня 2015 року — Надзвичайний і Повноважний Посол Бразилії в Анголі.
З 17 серпня 2016 року — Надзвичайний і Повноважний Посол Бразилії в Кувейті, відповідальний за Бахрейн.
З 14 грудня 2020 року — Надзвичайний і Повноважний Посол Бразилії в Україні та в Молдові за сумісництвом. 
24 грудня 2020 року вручив копії вірчих грамот заступнику міністра закордонних справ України 
Євгенію Єніну.
4 березня 2021 року — вручив вірчі грамоти Президенту України Володимиру Зеленському.

## Нагороди та відзнаки
- Орден Інфанте Дом Енріке,
- Орден ду Мерито Мілітар (Бразильський військовий орден «За заслуги»),
- Орден ду Меріто (Орден ВМС Бразилії та Франції)
- Орден Оранж-Нассау
- Орден Ріо Бранко.
- орден Лева Фінляндії (Великий Хрест)[9]